# برونو بوزتو
برونو بوتزتو (به ایتالیایی: Bruno Bozzetto) (زاده ۳ مارس ۱۹۳۸ (میلادی) در میلان، ایتالیا) انیماتور و کارگردان پویانمایی دو بعدی است. او خالق کارتونهای کوتاه بسیاری است که عمدتأ ماهیت سیاسی و هزل‌گونه دارند. او اولین پویانمایی کوتاه خود به نام «تاپوم! داستان تسلیحات» را در سال ۱۹۵۸ میلادی در سن ۲۰ سالگی ساخت. مشهورترین کاراکتر خلق‌شده توسط وی یک مرد کوچک بیچاره به نام «آقای رُسی» (Mr. Rossi) می‌باشد که در بسیاری از پویانمایی‌های او و سه فیلم به نام‌های آقای رسی دنبال شادی می‌گردد (محصول سال ۱۹۷۶ میلادی)، رویاهای آقای رُسی (محصول سال ۱۹۷۷ میلادی) و تعطیلات آقای رُوسی (محصول سال ۱۹۷۷ میلادی) به تصویر کشیده شده‌است.
در سال‌های اخیر بوتزتو به ساختن کارتونهای فلش روی آورده‌است. (flash Animation) این نوع از پویانمایی به آثاری گفته می‌شود که با استفاده از نرم‌افزاری با همین نام تولید می‌شود از جمله امتیازات آن امکان قرار دادن آثار تولیدی روی شبکه اینترنت و همچنین در گوشی‌های تلفن همراه است بارزترین آثار فلش بوتزتو ازجمله «اروپا و ایتالیا» می‌باشد که جایزه نیز دریافت کرده‌است. در این فلش، تفاوت‌های اجتماعی، ساختاری، سیاسی و فرهنگی جامعهٔ ایتالیا با سایر کشورهای اتحادیهٔ اروپا با ریزبینی و ظرافت خاصی به تصویر کشیده شده‌است. همچنین (آدم) - (المپیک)- ( آری و نه) -( neuro ) از جمله آثار به یاد ماندنی این هنرمند هستند . بوتزتو بخش اعظمی از موفقیت آثار کوتاهش را مدیون (Roberto Frattini)است که عهده‌دار ساخت موسیقی و افکت‌های صوتی اکثرآثار اوست.  
هم‌اکنون تعداد قابل ملاحظه‌ای از آثار این هنرمند در سایت یوتیوب قرار دارد. 

## فیلم‌شناسی
- West and soda, ۱۹۶۵
- VIP my Brother Superman, ۱۹۶۸
- Allegro non troppo, ۱۹۷۶
- Under the Chinese Restaurant, ۱۹۸۷
- Help?, ۱۹۹۶
- Mammuk, ۲۰۰۲